# Giancarlo Romitelli
Giancarlo Romitelli (* 1936 in Urbino) ist ein italienischer Filmregisseur.
Romitelli wirkte ab 1959 als Regieassistent. Bis 1965 war er in dieser Funktion an gut zwei Dutzend Filmen, meist abenteuerliche Genrefilme, tätig. Dann inszenierte er (im zweiten Fall abgelöst durch Renato Savino) zwei Agentenfilme. 1974 folgte der (später mit pornographischen Szenen angereicherte und wiederveröffentlichte) Il torcinaso, den er unter dem Pseudonym John Hencken drehte. Bei allen seinen Filmen war er auch am Drehbuch beteiligt.

## Filmografie (Auswahl)
- 1962: Robin Hood – Der Löwe von Sherwood (Il trionfo di Robin Hood) (Drehbuch)
- 1966: Rembrandt 7 antwortet nicht
- 1967: Man stirbt nur einmal (Si muore solo una volta)
- 1974: Il torcinaso